# Emma Myers

Emma Myers

Emma Myers (geboren am 2. April 2002 in Orlando, Florida) ist eine US-amerikanische Schauspielerin. Sie begann ihre Karriere als Kinderdarstellerin in der Fernsehserie The Glades im Jahr 2010. International bekannt wurde sie durch die Rolle der Enid Sinclair in der Netflix-Serie Wednesday im Jahr 2022.

## Biografie
Myers wurde 2002 in Orlando in Florida geboren und wuchs in Los Angeles auf. Sie besuchte eine Hausunterrichts-Kooperative und nie eine traditionelle Schule. Sie hatte ihre erste Rolle als Kinderdarstellerin in der amerikanischen Fernsehserie The Glades. Im Alter von 16 Jahren begann sie mit der professionellen Schauspielerei und spielte in den Filmen Southern Gospel (2020), A Taste of Christmas (2020) und Girl in the Basement (2021). Seit 2022 spielt sie in der Netflix-Serie Wednesday die Mitbewohnerin der von Jenna Ortega dargestellten Wednesday Addams, das Werwolfmädchen Enid Sinclair.

## Filmografie
- 2010: Briefe an Gott (Letters to God)
- 2010: The Glades (Fernsehserie, Episode 1x05)
- 2019: Love, Innocence (Kurzfilm)
- 2020: The Baker and the Beauty (Fernsehserie, Episode 1x01)
- 2020: Dead of Night (Fernsehserie, 2 Episoden)
- 2020: A Taste of Christmas (Fernsehfilm)
- 2021: Girl in the Basement
- seit 2022: Wednesday (Netflix-Serie)
- 2023: Family Switch
- 2023: Southern Gospel
- seit 2024: A Good Girl’s Guide to Murder (Fernsehserie)
- 2025: Ein Minecraft Film (A Minecraft Movie)

## Belege
1. 1 2 3  Emma Myers: 13 facts about Wednesday’s Enid actress you need to know (Memento vom 16. Dezember 2022 im Internet Archive) auf popbuzz.com, abgerufen am 16. Dezember 2022.
2. 1 2  Chrystal Bell: Wednesday Star Emma Myers on Fandom, SEVENTEEN, and Bringing Outcast Enid to Life Onscreen auf teenvogue.com, abgerufen am 16. Dezember 2022.
3. ↑  Kara Nesvig: Get Ready with Emma Myers for the “Wednesday” Premiere auf teenvogue.com, abgerufen am 16. Dezember 2022.